# Liga Española de Baloncesto 1959-1960
La Liga Española de Baloncesto 1959-1960 è stata la 4ª edizione del massimo campionato spagnolo di pallacanestro maschile. La vittoria finale è stata ad appannaggio del Real Madrid.

## Risultati

### Stagione regolare
|     | Squadra              | G  | V  | N | P  | PF    | PS    | Pt. | Qualificazione                    |
| --- | -------------------- | -- | -- | - | -- | ----- | ----- | --- | --------------------------------- |
| 1.  | Real Madrid          | 22 | 20 | 0 | 2  | 1.497 | 1.047 | 40  |                                   |
| 2.  | Juventud Badalona    | 22 | 16 | 1 | 5  | 1.298 | 1.117 | 33  |                                   |
| 3.  | Oril. Verde Sabadell | 22 | 16 | 0 | 6  | 1.235 | 1.166 | 32  |                                   |
| 4.  | Aism. Montcada       | 22 | 14 | 1 | 7  | 1.230 | 1.065 | 29  |                                   |
| 5.  | CD Hesperia          | 22 | 14 | 1 | 7  | 1.337 | 1.226 | 29  | ritirata                          |
| 6.  | Barcellona           | 22 | 11 | 0 | 11 | 1.383 | 1.273 | 22  |                                   |
| 7.  | Iberia Saragozza     | 22 | 9  | 0 | 13 | 1.096 | 1.267 | 18  |                                   |
| 8.  | Montgat              | 22 | 8  | 0 | 14 | 1.132 | 1.217 | 16  | spareggi retrocessione/promozione |
| 9.  | Español              | 22 | 7  | 1 | 14 | 1.080 | 1.252 | 15  | spareggi retrocessione/promozione |
| 10. | Estudiantes          | 22 | 6  | 2 | 14 | 1.146 | 1.263 | 14  |                                   |
| 11. | CN Helios            | 22 | 4  | 1 | 17 | 1.051 | 1.355 | 9   | ritirata                          |
| 12. | Real Canoe           | 22 | 3  | 1 | 18 | 1.173 | 1.410 | 7   | evita la retrocessione            |

| Liga Española de Baloncesto 1959-1960 |
| ------------------------------------- |
| Real Madrid 3º titolo                 |

### Spareggi retrocessione/promozione
|    | Squadra     | G | V | N | P | PF  | PS  | Pt. |
| -- | ----------- | - | - | - | - | --- | --- | --- |
| 1. | Montgat     | 6 | 5 | 0 | 1 | 339 | 259 | 10  |
| 2. | Español     | 6 | 5 | 0 | 1 | 352 | 306 | 10  |
| 3. | Mollet      | 6 | 3 | 0 | 3 | 295 | 357 | 6   |
| 4. | Picadero JC | 6 | 0 | 6 | 7 | 261 | 325 | 0   |

## Formazione vincitrice
| N° | Naz.                   | Ruolo | Sportivo                |  | Alt. |  |
| -- | ---------------------- | ----- | ----------------------- |  | ---- |  |
| 3  | Spagna (bandiera)      | AC    | Antonio Díaz-Miguel     |  | 185  |  |
| 4  | Spagna (bandiera)      | P     | Pepe Laso               |  |      |  |
| 5  | Spagna (bandiera)      | AC    | José Ramón Durand       |  | 184  |  |
| 6  | Spagna (bandiera)      | A     | Jordi Parra             |  |      |  |
| 8  | Spagna (bandiera)      | P     | Josep Lluís             |  | 176  |  |
| 9  | Spagna (bandiera)      | C     | Francisco Capel         |  | 190  |  |
| 11 | Porto Rico (bandiera)  | C     | Juan Ramón Báez         |  | 189  |  |
| 12 | Stati Uniti (bandiera) | C     | Travis Montgomery       |  |      |  |
| 13 | Spagna (bandiera)      | A     | Carlos Sevillano        |  | 183  |  |
| 14 | Spagna (bandiera)      | A     | Costantino Nadal García |  |      |  |
|    | Spagna (bandiera)      | All.  | Pedro Ferrándiz         |  |      |  |